# A Boa Nova

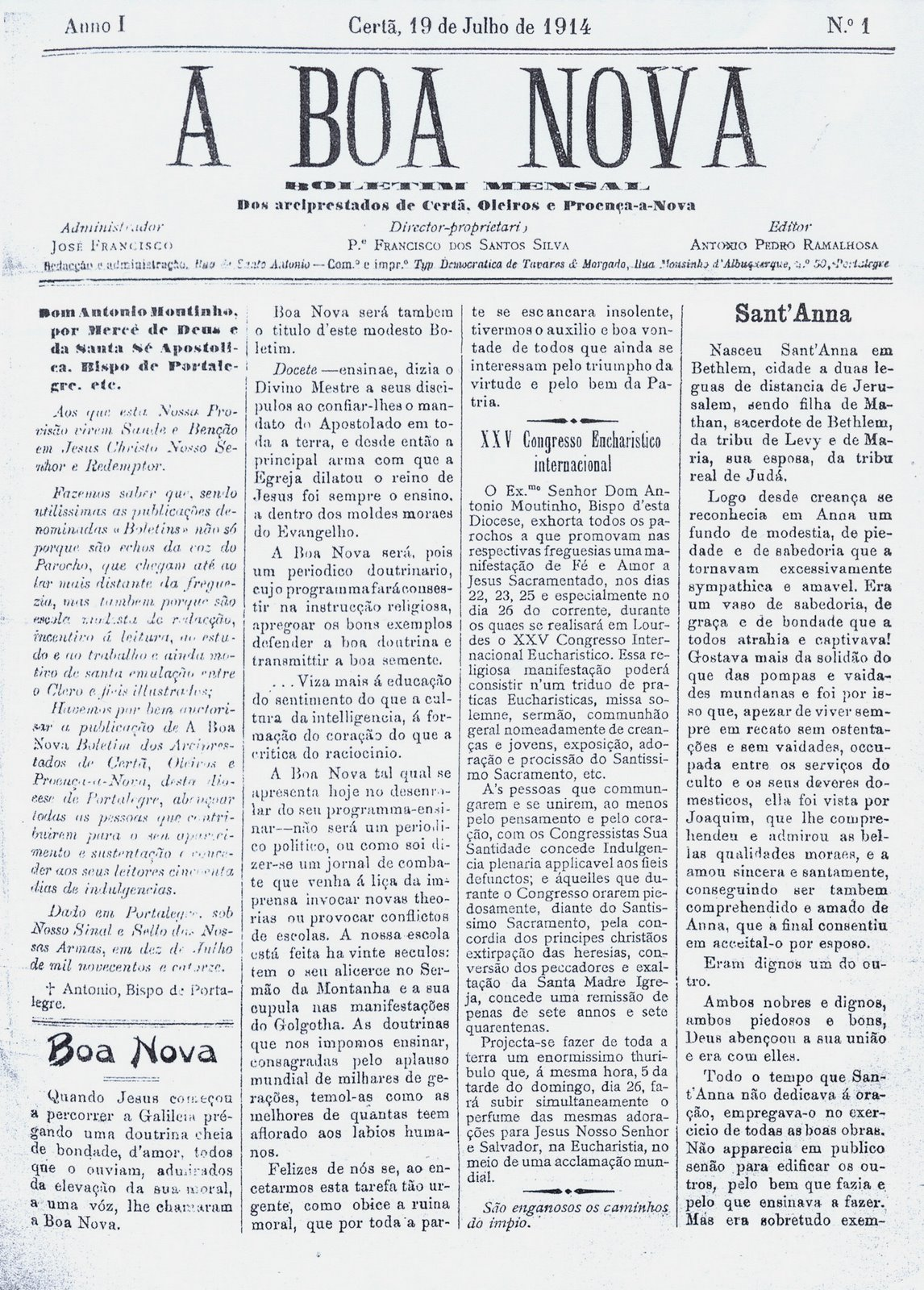
Primeiro número de
A Boa Nova
Boletim Mensal dos Arciprestados da Certã, Oleiros e Proença-a-Nova.

A Boa Nova - Boletim Mensal dos Arciprestados da Certã, Oleiros e Proença-a-Nova foi um jornal de inspiração católica que se publicou na Sertã entre 19 de Julho de 1914 e 14 de Agosto de 1915.. Era publicado com frequência mensal, e era dedicado aos arciprestados da Sertã, Oleiros e Proença-a-Nova.
A Boa Nova era dirigida pelo padre Francisco dos Santos Silva, editada por António Pedro Ramalhosa, sendo administrador José Francisco.
No primeiro número, o bispo de Portalegre, D. António Montinho, abençoava todas as pessoas que contribuíssem para o aparecimento e sustentação [do jornal] e concedia aos seus leitores cinquenta dias de indulgências.